# Campeonato Uruguayo de Fútbol Femenino 2008
El Campeonato Uruguayo de Fútbol Femenino 2008 fue la duodécima edición del Campeonato Uruguayo de Fútbol Femenino. El campeón fue Rampla Juniors Fútbol Club

## Sistema de disputa
El torneo consistió de varias etapas. En primer lugar se disputó un Torneo Apertura a una rueda, todos contra todos. Luego un torneo Clausura, de la misma forma. A continuación, la Ronda Final, con cuatro equipos: los campeones de ambos torneos y los dos o tres mejores de la Tabla Anual, ida y vuelta. Por último, el campeonato se definió entre el ganador de la Ronda Final y el primero de la Tabla Anual, también ida y vuelta, con el detalle adicional de que en caso de empate en puntos el ganador sería el primero de la Tabla Anual.

## Equipos participantes

### Datos de los equipos
| Club                 | Ciudad     | Estadio | Capacidad | Fundación              | Temporadas | Temp. Consecutivas | Títulos | Subtítulos | 2007 |
| -------------------- | ---------- | ------- | --------- | ---------------------- | ---------- | ------------------ | ------- | ---------- | ---- |
| Albion               | Montevideo | -       | -         | 1 de junio de 1891     | —          | —                  | —       | —          | —    |
| Sportivo Artigas     | Canelones  | -       | -         | -                      | —          | —                  | —       | —          | —    |
| Central Español      | Montevideo | -       | -         | 5 de enero de 1905     | 7          | —                  | —       | —          | —    |
| Cerro                | Montevideo | -       | -         | 1 de diciembre de 1922 | 3          | 1                  | —       | —          | -°   |
| Huracán              | Montevideo | -       | -         | 1 de agosto de 1954    | 5          | 4                  | —       | 2          | -°   |
| Huracán Buceo        | Montevideo | -       | -         | 15 de marzo de 1937    | 1          | —                  | —       | —          | —    |
| Montevideo Wanderers | Montevideo | -       | -         | 15 de octubre de 1933  | 6          | 1                  | —       | 1          | -°   |
| Racing               | Montevideo | -       | -         | 6 de abril de 1919     | 4          | —                  | —       | —          | —    |
| Rampla Juniors       | Montevideo | -       | -         | 7 de enero de 1914     | 11         | 11                 | 8       | 3          | 2°   |
| River Plate          | Montevideo | -       | -         | 11 de mayo de 1932     | 5          | 1                  | 1       | —          | 1°   |
| UdelaR               | Montevideo | -       | -         | -                      | 3          | 3                  | —       | —          | -°   |
| Villa Española       | Montevideo | -       | -         | 18 de agosto de 1940   | —          | —                  | —       | —          | —    |

Notas: Los datos estadísticos corresponden a los campeonatos uruguayos oficiales. Las fechas de fundación de los equipos son las declaradas por los propios clubes implicados. La columna «Estadio» refleja el estadio donde el equipo más veces oficia de local en sus partidos, pero no indica que sea su propietario. Véase también: Estadios de fútbol de Uruguay.

## Resultados

### Torneo Apertura
| Rampla Jrs.     | 31 |
| River Plate     | 30 |
| Huracán (P.A.)  | 23 |
| Huracán Buceo   | 20 |
| Albion F.C.     | 19 |
| Artigas (sauce) | 18 |
| C.A. Cerro      | 16 |
| Wanderers       | 15 |
| Racing C.M.     | 9  |
| Villa Española  | 7  |
| Central Esp.    | 1  |
| UdelaR          | 1  |

Ganado por Rampla Juniors (10 PG, 1 PE, 70 GF, 5 GC)

### Torneo Clausura
| Rampla Jrs.     | 28 |
| River Plate     | 25 |
| Huracán Buceo   | 24 |
| Huracán (P.A.)  | 19 |
| Artigas (sauce) | 16 |
| Albion F.C.     | 15 |
| Racing C.M.     | 10 |
| C.A. Cerro      | 9  |
| Wanderers       | 7  |
| Central Esp.    | 4  |
| UdelaR          | 2  |

Ganado por Rampla Juniors (9 PG, 1 PE, 75 GF, 4 GC)

### Tabla Anual
| Rampla Jrs.     | 59 |
| River Plate     | 55 |
| Huracán Buceo   | 44 |
| Huracán (P.A)   | 42 |
| Artigas (Sáuce) | 34 |
| Albion F.C.     | 34 |
| C.A.Cerro       | 25 |
| Wanderers       | 22 |
| Racing C.M.     | 19 |
| Central Esp.    | 5  |
| UdelaR          | 3  |

### Ronda Final

#### Semifinales
| 30 de noviembre de 2008 | River Plate | 3:0 | Huracán Buceo |  |  |

| 30 de noviembre de 2008 | Rampla Juniors                                                      | 6:0     | Huracán de Paso de la Arena |  |  |
|                         | Yéssica Moreno · Alejandra Laborda · Juliana Castro · Jimena Suárez | Reporte |                             |  |  |

#### Final
| 7 de diciembre de 2008 | River Plate | 2:0 | Rampla Juniors | Parque Palermo, |  |

| 14 de diciembre de 2008 | River Plate | 2:1 | Rampla Juniors | Municipal Charrúa, |  |

River Plate clasifica a la final contra el primero de la Tabla Anual (Rampla Juniors)

### Final
| 21 de diciembre de 2008 | River Plate                                                           | 4:1 (3:1) | Rampla Juniors     | San Eugenio, Montevideo |  |
|                         | Carla Arrúa 1' · Lourdes Fleitas 20', 41' · Jennifer Clara 90' (pen.) | Reporte   | Juliana Castro 45' |                         |  |

| 28 de diciembre de 2008 | Rampla Juniors     | 1:0 (1:0) | River Plate | Municipal Charrúa, |  |
|                         | Juliana Castro 41' | Reporte   |             |                    |  |

Rampla gana ante igualdad en puntos
| Uruguay                                          |
| Campeón Uruguayo 2008 Rampla Juniors 9.no título |